# École nationale de l'aviation civile
École nationale de l'aviation civile (ENAC) är en fransk grande école i Toulouse som bland annat utexaminerar flygingenjörer, piloter och flygledare. ENAC invigdes 1949. Dess motto är "referensen inom flyg". Skolan är grundande medlem av France AEROTECH.

## Kända alumner
- Paul-Louis Arslanian, tidigare chef för BEA
- Jean-Baptiste Djebbari, tidigare transportminister